# Альбрехт Шуберт
Альбрехт Шуберт (нім. Albrecht Schubert; 23 червня 1886, Глатц, Сілезія — 26 листопада 1966, Білефельд, Північний Рейн-Вестфалія) — німецький воєначальник часів Третього Рейху, генерал від інфантерії (1940) Вермахту. Кавалер Лицарський хрест Залізного хреста (1941).

## Нагороди

### Перша світова війна
- Залізний хрест 2-го і 1-го класу (Королівство Пруссія)
- Лицарський хрест королівського ордена дому Гогенцоллернів з мечами (Королівство Пруссія)
- Хрест «За заслуги у війні» (Саксен-Мейнінген)
- Лицарський хрест 1-го класу ордена Фрідріха (Вюртемберг) з мечами
- Ганзейський Хрест (Гамбург)
- Хрест «За військові заслуги» (Австро-Угорщина) 3-го класу

### Міжвоєнний період
- Почесний хрест ветерана війни з мечами
- Медаль «За вислугу років у Вермахті» 4-го, 3-го, 2-го і 1-го класу (25 років)

### Друга світова війна
- Застібка до Залізного хреста 2-го і 1-го класу
- Лицарський хрест Залізного хреста (17 вересня 1941)
- Медаль «За зимову кампанію на Сході 1941/42»
- Німецький хрест в золоті (20 січня 1943)

Військова кар'єра
- 27 лютого 1904 — фенріх
- 27 січня 1905 — лейтенант
- 19 червня 1912 — оберлейтенант
- 28 листопада 1914 — гауптман
- 1 лютого 1926 — майор
- 1 лютого 1931 — оберстлейтенант
- 1 квітня 1933 — оберст
- 1 квітня 1936 — генерал-майор
- 1 березня 1938 — генерал-лейтенант
- 1 червня 1940 — генерал від інфантерії